# دانشگاه میازاکی
دانشگاه میازاکی (به ژاپنی: 宮崎大学) یکی دانشگاه‌های جهانی واقع در شهر میازاکی ژاپن است. بنای این مدرسه در سال ۱۸۸۴ تأسیس شد و از سال ۲۰۰۳ به عنوان دانشگاه از آن یاد شد.